# Gerhard Danzer
Gerhard Danzer (* 1956 in Passau) ist ein deutscher Arzt, Psychologe, Hochschullehrer und Autor.

## Werdegang
Danzer ist promovierter Arzt und Psychologe (Dr. med. sowie Dr. phil.) und als Facharzt für Innere Medizin sowie Psychosomatische Medizin und Psychotherapie tätig. Weit über 20 Jahre arbeitete er als Leitender Oberarzt und Professor für Psychosomatik und Anthropologie an der Charité in Berlin (Stiftungsprofessur). Des Weiteren baute er die eigenständige Medizinische Klinik mit Schwerpunkt Psychosomatik an den Ruppiner Kliniken (in Neuruppin) auf und leitete sie jahrelang als Chefarzt. In Neuruppin trug er maßgeblich zur Gründung der Medizinischen Hochschule Brandenburg (MHB) bei und bekleidete an dieser Universität die Professuren für Psychosomatik (im Studiengang Medizin) sowie für Gesundheitspsychologie (im Studiengang Psychologie); außerdem war er als Prodekan für Lehre an der MHB tätig. Seit 2020 ist Danzer Ärztlicher Direktor des Klinikums Schloss Lütgenhof (Lübecker Bucht), einer Akutklinik für Integrierte Psychosomatik, die er selbst nach den Grundzügen der Personalen Medizin konzipiert hat.
Als Hochschullehrer hat Danzer Vorlesungen und Seminare abgehalten, darunter 20 Semester lang die interprofessionelle und interuniversitäre (für die Humboldt-Universität, die Freie Universität und die Universität Potsdam) Vorlesungsreihe Wer sind wir? Philosophische, psychologische und medizinische Anthropologie.
Als Autor hat Danzer bisher über 60 Monografien verfasst, viele davon zusammen mit Josef Rattner.
Danzer wurde 2009 zum Honorarprofessor der Philosophischen Fakultät der Alpen-Adria-Universität Klagenfurt (am Institut für Psychologie) ernannt. 2014 erfolgte die Ernennung zum Honorarprofessor der Philosophischen Fakultät der Universität Potsdam (am Institut für Philosophie). Im Jahr 2019 wurde Danzer der Wissenschaftspreis der Dr. Margrit Egnér-Stiftung (Zürich) für sein bisheriges Lebenswerk zugesprochen.

## Schriften (Auswahl)
- (1992): Der wilde Analytiker – Georg Groddeck und die Entdeckung der Psychosomatik, München, Kösel.
- mit J. Rattner (2004): Psychosomatik und Psychohygiene – Ein Gesundheitsbuch für Leib, Seele und Geist, Berlin, Verlag für Tiefenpsychologie.
- mit J. Rattner (2005): Philosophie im 17. Jahrhundert – Die Entdeckung von Vernunft und Natur im Geistesleben Europas, Würzburg, Königshausen & Neumann. ISBN 3-8260-3281-0
- mit J. Rattner (2010): Literatur und Psychoanalyse, Würzburg, Königshausen & Neumann.
- (2011): Wer sind wir? – Anthropologie im 20. Jahrhundert, Heidelberg, Springer. ISBN 978-3-642-16992-2
- (2017): Identität – Über die allmähliche Verfertigung unseres Ichs durch das Leben, Heidelberg, Springer.
- (2021): Personale Medizin – Zur Anthropologie von Krankheit und Gesundheit, 2. Auflage, Heidelberg, Springer.
- (2022): Tief ist der Brunnen der Vergangenheit – Mythos, Logos und Person, Heidelberg, Springer.